# جوريدور

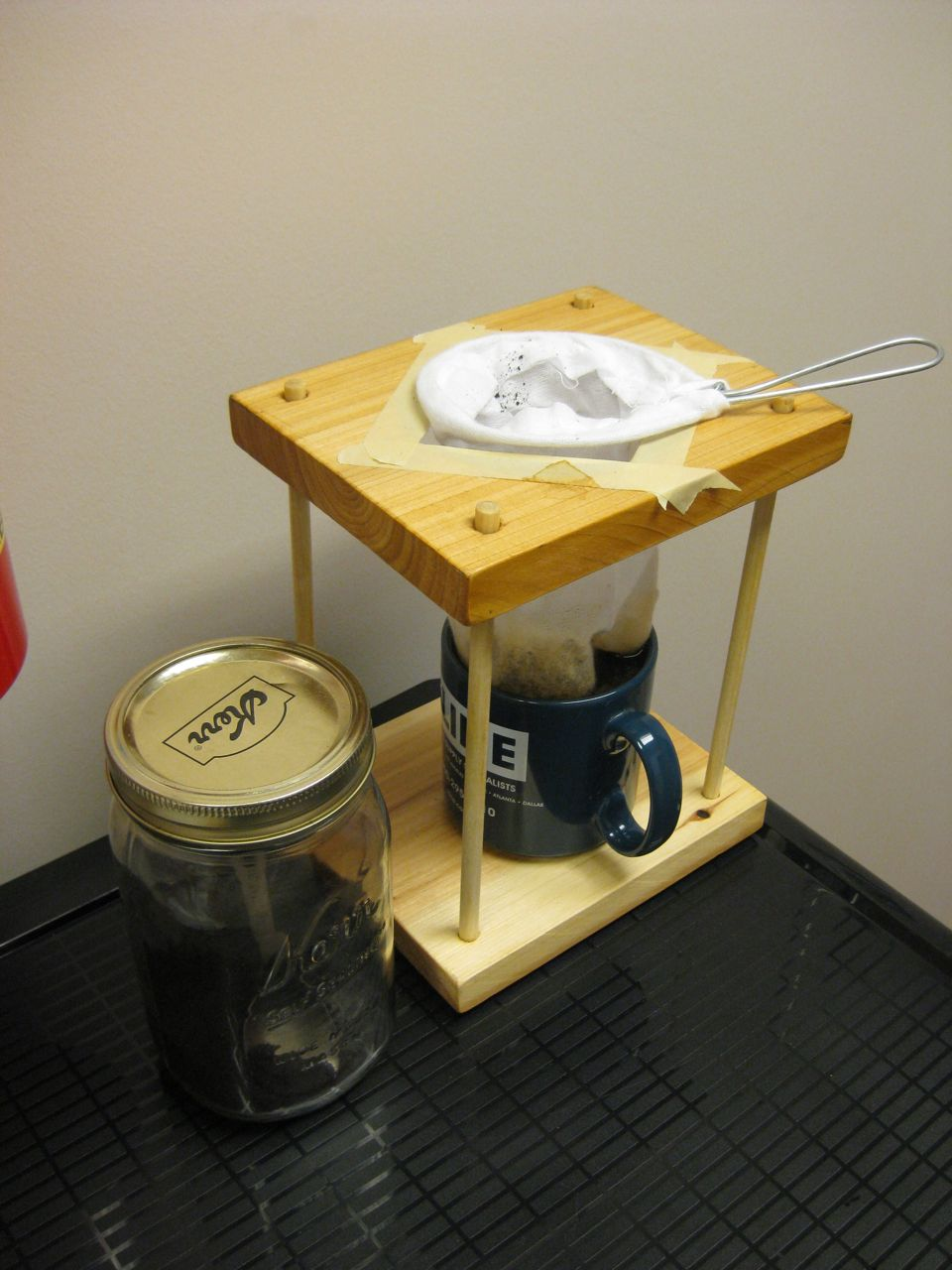
جوريدور كُستريكي

الجُوريَدُور (نقحرة: تشوريدور) هي أداة لصنع القهوة تستخدم في كوستاريكا حيث يتسرب الماء الساخن من خلال حبيبات القهوة الموضوعة في مرشح قماش مثبت على حامل خشبي ثم يقطر في وعاء.

## التصميم
يتكون الجهاز من حامل خشبي يحمل كُيَيسًا قطني ممدود (الإسبانية، «كيس صغير»)، على شكل جيب إلى حد ما. يُفتح فم الكُيَيس بواسطة سلك دائري أو حافة خشبية متصلة بمقبض. يستخدم الحامل لتثبيت فنجان قهوة أو وعاء قهوة على قاعدته، ويُعلق الكُيَيس من أعلى حامل جوريدور معلقًا فوق الحاوية.
يمكن صنع آلة تحضير القهوة الجوريدور في المنزل بنفسك ببساطة وبتكلفة زهيدة باستخدام مهارات النجارة والحياكة الأساس، أو يمكن صنعها من الأخشاب اللينة الجميلة والزخرفية أو الأخشاب الصلبة بواسطة حرفي.

## الاستخدام
ترتبط كلمة جوريدور (chorreador) بالفعل الإسباني (chorrear)، وتعني التقطير أو التنقيط، وتشير إلى عمل الماء الساخن الذي يتسرب عبر القهوة المطحونة ويقطر. يُوضع فنجان قهوة أو وعاء في الجزء السفلي من الحامل، ويُوضع البن المطحون الناعم إلى متوسط النعومة في ملعقة جافة. ثم يُعلق من أعلى الحامل بحيث يتدلى فوق الحاوية. يُسكب الماء المغلي ببطء فوق القهوة المطحونة، ويتسرب السائل من خلالها ما يجعل القهوة تقطر في وعاء الانتظار.

## الاعتناء بالكُيَيس
يُغسَل الكُيَيس وتجفيفها دائمًا بين كل استخدام، حيث تنتج الكُيَيس الجافة أفضل النتائج. ومن المستحسن لأي شخص يحب صنع القهوة في كثير من الأحيان أن يكون لديه أكثر من مرشح واحد. يُشطف الكُيَيس بعد ذلك إعداد القهوة بالماء لإزالة حبيبات القهوة.
ولا يُستخدم الصابون ولا المنظفات في التنظيف مطلقًا لأنها ستترك مذاقًا في القهوة. تصبغ الزيوت مثل الكافيين بمرور الوقت قطن الكُيَيس؛ ومع ذلك فإن طعم القهوة المخمرة لا يتأثر. يمكن إذابة هذه الزيوت وإزالتها عن طريق فرك الكُيَيس بالملح مرة واحدة شهريًا، ثم شطفها جيدًا لإزالة الملح بالكامل. تدوم كُيَيس التي يتم الاعتناء بها بشكل صحيح لعدة أشهر.

## روابط خارجية
- Make your own chorreador
- أداة تحضير القهوة chorreador